# Grand Capelet
Il Grand Capelet (2.935 m s.l.m.) è una montagna del massiccio del Mercantour, nelle Alpi Marittime. Si trova nel dipartimento francese delle Alpi Marittime.

## Accesso alla vetta
La montagna può essere salita partendo da almeno tre valli: dalla valle delle Meraviglie e passando per il rifugio des Merveilles, dalla valle detta Valmasque passando vicino al rifugio omonimo e dalla valle detta Fontanalba anch'essa con il suo rifugio omonimo. Negli ultimi due casi si raggiunge il colle di Valmasque (2554 m s.l.m.) per proseguire seguendo i classici "ometti" in direzione Ovest fino alla vetta.